# Goiás EC
Goiás Esporte Clube – brazylijski klub piłkarskim z siedzibą w mieście Goiânia w stanie Goiás.
Głównym miejscowym rywalem jest klub Vila Nova.

## Osiągnięcia
- Mistrz drugiej ligi brazylijskiej (Campeonato Brasileiro Série B): 1999, 2012
- Mistrz stanu (Campeonato Goiano) (24): 1966, 1971, 1972, 1975, 1976, 1981, 1983, 1986, 1987, 1989, 1990, 1991, 1994, 1996, 1997, 1998, 1999, 2000, 2002, 2003, 2006, 2009, 2012, 2013
- Finaliści Copa do Brasil: 1990
- Copa Centro-Oeste (Regionalny puchar): 2000, 2001, 2002

## Historia
Dnia 6 kwietnia 1943 podczas przyjacielskiego spotkania w domu Lino Barsiego założony został klub Goiás Esporte Clube. W roku 1973 drużyna awansowała do pierwszej ligi brazylijskiej (Campeonato Brasileiro Série A).
W 1998 klub dołączył do Clube dos 13 (organizacja złożona z największych klubów Brazylii).

## Historia występów w Campeonato Brasileiro Série A
| Rok  | Miejsce | Rok  | Miejsce | Rok  | Miejsce | Rok  | Miejsce | Rok  | Miejsce | Rok  | Miejsce |
| 1971 | -       | 1981 | 24      | 1991 | 15      | 2001 | 10      | 2011 | -       | 2021 | -       |
| 1972 | -       | 1982 | 33      | 1992 | 17      | 2002 | 12      | 2012 | -       | 2022 |         |
| 1973 | 13      | 1983 | 7       | 1993 | 26      | 2003 | 9       | 2013 | 6       | 2023 |         |
| 1974 | 21      | 1984 | 14      | 1994 | -       | 2004 | 6       | 2014 | 12      | 2024 |         |
| 1975 | 17      | 1985 | 35      | 1995 | 8       | 2005 | 3       | 2015 | 19      | 2025 |         |
| 1976 | 30      | 1986 | 23      | 1996 | 4       | 2006 | 8       | 2016 | -       | 2026 |         |
| 1977 | 35      | 1987 | 13      | 1997 | 19      | 2007 | 16      | 2017 | -       | 2027 |         |
| 1978 | 14      | 1988 | 13      | 1998 | 22      | 2008 | 8       | 2018 | -       | 2028 |         |
| 1979 | 7       | 1989 | 10      | 1999 | -       | 2009 | 9       | 2019 | 10      | 2029 |         |
| 1980 | -       | 1990 | 10      | 2000 | 10      | 2010 | 19      | 2020 | 18      | 2030 |         |

## Stadion
Stadionem klubu Goiás jest Estádio da Serrinha, mogący pomieścić 10000 widzów. Ponadto wiele ze swych domowych spotkań klub rozgrywa na zbudowanym w roku 1975 stadionie Estádio Serra Dourada, mającym 60000 miejsc.

## Grupy kibiców
- Força Jovem Goiás
- Inferno Verde
- Piriquitões da Net

## Znani gracze w historii klubu
- Dimba
- Grafite
- Túlio